# Egyptens tio plågor

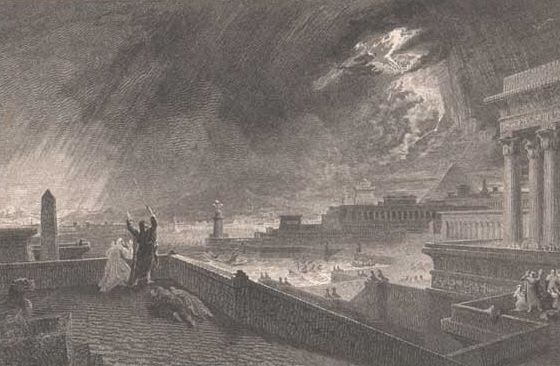
Den sjunde plågan illustrerad av John Martin 1828.

Egyptens tio plågor var tio hemsökelser, som Gud enligt Bibeln sände för att tvinga Farao att ge vika. Enligt Andra Moseboken kunde inte israeliterna tåga ut ur Egypten under Moses ledning förrän landet genomlidit dessa hemsökelser. 
De tio plågorna var:
1. Nilens vatten förvandlades till blod, 2 Mos 7:20
2. Landet invaderades av grodor, 2 Mos 8:2
3. Stoftet på marken förvandlades till myggor, 2 Mos 8:16
4. Väldiga flugsvärmar invaderade landet, 2 Mos 8:24
5. Egyptiernas boskap dog i boskapspest, 2 Mos 9:4
6. Egyptierna drabbades av varbölder, 2 Mos 9:10
7. En vild hagelstorm drabbade landet, 2 Mos 9:18
8. Gräshoppor invaderade landet och förstörde odlingar, därav uttrycket "Egyptens gräshoppor", 2 Mos 10:4
9. Det blev mörkt i tre dagar för egyptierna ("Egyptiskt mörker"), 2 Mos 10:22
10. Dödsängeln gick längs gatorna och tog den förstfödde sonen ur varje egyptiskt hem, 2 Mos 11:5

Något som liknar denna beskrivning återfinns i Ipuwer-papyrusen och även på Ahmoses stormstele. En tänkbar förklaring till plågorna är att de kommer av effekterna från vulkanutbrottet på Santorini under slutet av 1600-talet f.Kr..